# Kißlegg
Kißlegg település Németországban, azon belül Baden-Württembergben. Lakosainak száma 9473 fő (2023. december 31.). Kißlegg Argenbühl, Wangen im Allgäu, Bad Wurzach, Leutkirch im Allgäu, Wolfegg és Vogt községekkel határos.

## Népesség
A település népessége az elmúlt években az alábbi módon változott:
| Lakosok száma | 6897 | 8515 | 8914 | 9043 | 9162 | 9290 | 9473 |
|               | 1975 | 2010 | 2017 | 2019 | 2021 | 2022 | 2023 |